# European Driver’s Desk
Der European Driver’s Desk (EUDD) ist ein herstellerübergreifender europäischer Standard für den Führertisch von Eisenbahnfahrzeugen. Der EUDD lehnt sich in der Anordnung der Anzeigeinstrumente an den DB-Einheitsführerstand an und wurde auf dessen Basis entwickelt, weicht aber leicht hinsichtlich der Bedienphilosophie ab. Insbesondere wegen der heute generell üblichen Computerregelung der Zug- und Bremskräfte wird die Aufteilung der Hauptbedienelemente auf einen Zugkrafthebel, einen Hebel für die pneumatische Bremse und einen für die dynamische Bremse als nicht mehr zeitgemäß empfunden. Der EUDD fasst Zugkraftsteller und dynamische Bremse in einen Fahr-Brems-Hebel mit Mittelstellung zusammen. Für die indirekte Bremse ist oftmals ein Führerbremsventil (FBrV) mit zeitabhängiger Steuerung vorhanden, es gibt jedoch auch Implementation mit stellungsabhängiger Stellung, so beispielsweise beim Siemens Vectron. Zeitabhängige Führerbremsventile sind in Deutschland nicht mehr üblich (hier wurden seit der Nachkriegszeit überwiegend stellungsabhängige FBrV verbaut), sind aber im restlichen Europa weit verbreitet. Die Spezifikation des EUDD erstreckt sich außer auf die Bedienelemente auch auf die Bildschirmdarstellungen der Displays im Führerstand. Hierbei werden die Bestimmungen der TSI ZZS berücksichtigt.
Die Entwicklungsphase des EUDD-Führerstands lief von 2001 bis 2003. Konkrete Implementierungen wurden danach von verschiedenen Lokherstellern umgesetzt, so beispielsweise von Bombardier in der TRAXX 2E.
Letzter Stand der Normung ist seit 2010 der sogenannte EUDDplus. Dieser unterscheidet sich in Details vom EUDD. Zentral vor dem Bediener ist eine Tastatur zur textuellen Dateneingabe spezifiziert. Der Vsoll-Steller der automatischen Geschwindigkeitsregelung, beim EUDD als Auf-Ab-Steller realisiert, ist beim EUDDplus wieder als Weitbereichs-Steller wie im DB-Einheitsführerstand ausgeführt. Pilotplattform für den EUDDplus war die Alstom Prima II.
Im Praxiseinsatz zeigten sich bei EUDD-Triebfahrzeugen einiger Hersteller Unzulänglichkeiten an der Fahrzeugsoftware, die dazu führten, dass Aufdrückbewegungen nur mit Hilfsmaßnahmen möglich waren. Bei den betroffenen Baureihen sind Bremse und Traktionsleistung durch die Software gegeneinander verriegelt, so dass es nicht möglich ist, bei angelegter Bremse Leistung aufzuschalten, was aber zum (Ent-)Kuppeln häufig notwendig ist, um die Puffer zusammenzudrücken.